# Caluya
Caluya (Bayan ng Caluya) är en kommun i Filippinerna. Kommunen ligger på ön Panay, och tillhör provinsen Antique. Folkmängden uppgår till 35 496 invånare år 2015.

## Barangayer
Caluya är indelat i 18 barangayer.
| - Alegria - Bacong - Banago - Bonbon - Dawis - Dionela - Harigue - Hininga-an - Imba | - Masanag - Poblacion - Sabang - Salamento - Semirara - Sibato - Sibay - Sibolo - Tinogboc |